# Citadis Dualis
De Citadis Dualis is een type tramtrein, gebouwd door Alstom, en is een afgeleide van de Citadis.

## Kenmerken
De Citadis Dualis is een elektrische tramtrein, een vorm van lightrail, die gekoppeld kan rijden tot drie treinstellen. De algemene eigenschappen zijn:
- lengte: 33 m, 42 m of 52 m;
- breedte: 2,40 m of 2,65 m;
- hoogte: 3.370 m;
- aslast: 11,5 t;
- transportcapaciteit:[1]
  - landelijke configuratie: 220 reizigers met 95 zitplaatsen (versie 42 m lang, 2,65 m breed);
  - voorstedelijke configuratie: 240 reizigers met 80 zitplaatsen (versie 42 m lang, 2,65 m breed);
- lage vloer van 38 cm hoog, zodanig dat deze geschikt is voor lichamelijk gehandicapten;
- maximale snelheid: 100 km/h. Het is geschikt voor hoge acceleratie en kan hellingen aan van 6,5%;
- videobewaking en real-time reizigersinformatie;
- treinen zijn uitgerust met draadloos internet;
- optioneel is een toilet aan boord.

Net als zijn tegenhanger, de stedelijke Citadis, is de Dualis modulair aan te passen aan de specifieke kenmerken van elke regio en elke dienst: lengte, breedte, voeding (750 V DC voor de stedelijke netwerken en, eventueel, 1500 V gelijkstroom of 25 kV 50 Hz wisselstroom of bi-mode met dieselaggregaat).

## Bestellingen
Na een aanbesteding voor de regio's heeft de SNCF een aantal lightrail-voertuigen besteld voor verschillende regio's ter behoeve van TER diensten:
- voor de regio Pays de la Loire werden 15 trams besteld voor het lightrail netwerk van Nantes. Deze rijden:
  - Sinds mei 2011 op de relatie Nantes - Clisson
  - Vanaf 2014 op de relatie Nantes - Chateaubriant

De eerste trein werd geïntroduceerd in februari 2009
- voor de regio Rhône-Alpes werden 24 trams voor de Tram-Train van Lyon. Deze zijn in 2012 in dienst gegaan.
- voor de regio Alsace zouden trams besteld worden voor de Tram-Train Strasbourg - Bruche - Piémont des Vosges, die vanaf Gresswiller en Barr naar het centrum van Straatsburg rijden. Deze zouden in 2016 in dienst komen. Het project is in 2017 geheel geannuleerd.

Bovendien zijn 169 andere lightrail-voertuigen als optie besteld, onder andere 83 voor Transilien.